# نيد فور سبيد
نيد فور سبيد (بالإنجليزية: Need for Speed)‏ هي سلسلة ألعاب فيديو من نوع سباق السيارات، تنشرها شركة إلكترونيك آرتس، و تقوم بتطويرها مجموعة من الاستيودوهات أهمها إي آيه بلاك بوكس، كريتريون جيمز و جوست جيمز.
السلسلة أصدرت أول لعبة لها, ذا نيد فور سبيد عام 1994، و التي عرفت في اليابان باسم مختلف وهو أوفر دريفين (Over Drivin)، ولكن الاسم تغير لاحقا إلى Need For Speed كباقي الدول.
جميع ألعاب السلسلة تتعلق بسباق سيارات في مضمار معين، و حيث بعضها تتضمن خاصية مطاردة الشرطة أثناء السباق.
منذ إصدار لعبة نيد فور سبيد أندرجراوند أصبح بإمكان اللاعب القيام بتعديلات للسيارات سواء من الشكل الخارجي أو من داخل السيارة لتطوير آدائها، و لكن هذه الميزة غائبة في جميع ألعاب السلسلة الصادرة قبل 2003 و في نيد فور سبيد هوت برسوت 2010.
تعد نيد فور سبيد أنجح سلسلة ألعاب فيديو من نوع سباق السيارات في العالم، و واحدة من أنجح ألعاب الفيديو من جميع الأنواع لكونها باعت حوالي 150 مليون نسخة من ألعابها.
اثناء يونيو 2012، مع اقترب موعد إقفال استديو إي آيه بلاك بوكس، أعلنت كريتريون جيمز أنها ستتولى تطوير لعبتها القادمة تحت عنوان نيد فور سبيد: موست ونتد (2012).
منذ أغسطس 2013، تتولى كل من الاستيودوهات الثلاث : جوست جيمز و جوست جيمز UK و كريتريون جيمز تطوير الألعاب الحالية للسلسلة.

## الألعاب
| اسم اللعبة                                                           | الأجهزة وتاريخ الإصدار                                                                               | ملاحظات |
| -------------------------------------------------------------------- | --- | --- |
| ذا نيد فور سبيد (The Need for Speed)                                 | 3 دي أو (1994)، دوس (1995)، بلاي ستيشن/سيجا ساترن (1996)                                             | اللعبة صدرت أولا على 3 دي او                                                                                   |
| نيد فور سبيد 2 (Need for Speed II)                                   | ويندوز/بلاي ستيشن (1997)                                                                             | |
| نيد فور سبيد: في-رالي (Need for Speed: V-Rally)                      | بلاي ستيشن (1997)، جيم بوي كلر/نينتندو 64/ويندوز (1999)                                              | لعبة سباق الراليات بخلاف الأجزاء الأخرى (سباقات الشوارع)                                                       |
| نيد فور سبيد 3: هوت برسوت (Need for Speed III: Hot Pursuit)          | ويندوز/بلاي ستيشن (1998)                                                                             | |
| في-رالي 2 (Need for Speed: V-Rally 2)                                | بلاي ستيشن (1999)، دريم كاست/ويندوز (2000)                                                           | سباق راليات |
| نيد فور سبيد: هاي ستاكس (Need for Speed: High Stakes)                | ويندوز/بلاي ستيشن (1999)                                                                             | |
| نيد فور سبيد: بورش أنليشد (Need for Speed: Porsche Unleashed)        | ويندوز/بلاي ستيشن (2000)، جيم بوي أدفانس (2004)                                                      | |
| موتور سيتي أونلاين (Motor City Online)                               | ويندوز (2001)                                                                                        | لعبة فيديو تلعب على الإنترنت هذه الميزة اختفت عام 2003 و لم يعد بإمكان الاعبين الدخول إلى اللعبة.              |
| نيد فور سبيد: هوت برسوت 2 (Need for Speed: Hot Pursuit 2)            | جيم كيوب/بلاي ستيشن 2/ويندوز/إكس بوكس (2002)                                                         | |
| نيد فور سبيد: أندرجراوند (Need for Speed: Underground)               | جيم بوي أدفانس/جيم كيوب/ويندوز/بلاي ستيشن 2/إكس بوكس (2003)، آركيد (2005)                            | |
| نيد فور سبيد: أندرجراوند 2 (Need for Speed: Underground 2)           | جيم بوي أدفانس/جيم كيوب/نينتندو دي إس/ويندوز/بلاي ستيشن 2/إكس بوكس (2004)                            | |
| نيد فور سبيد: أندرجراوند ريفالز (Need for Speed: Underground Rivals) | بلاي ستيشن بورتبل (2005)                                                                             | مشابهة لـ Underground 2 مع بعض الإضافات                                                                        |
| نيد فور سبيد: موست ونتد (Need for Speed: Most Wanted)                | جيم بوي أدفانس/جيم كيوب/نينتندو دي إس/ويندوز/بلاي ستيشن 2/بلاي ستيشن بورتبل/إكس بوكس 360 (2005)      | |
| نيد فور سبيد: كاربون (Need for Speed: Carbon)                        | جيم كيوب/ويندوز/ماك أو إس 10/بلاي ستيشن 2/بلاي ستيشن 3/وي/إكس بوكس 360 (2006)                        | |
| نيد فور سبيد: برو ستريت (Need for Speed: ProStreet)                  | ويندوز/نينتندو دي إس/بلاي ستيشن 2/بلاي ستيشن 3/بلاي ستيشن بورتبل/وي/إكس بوكس 360 (2007)              | |
| نيد فور سبيد: أندر كفر (Need for Speed: Undercover)                  | إكس بوكس 360/بلاي ستيشن 3/وي/بلاي ستيشن 2/نينتندو دي إس/بلاي ستيشن بورتبل/ويندوز (2008)              | |
| نيد فور سبيد: شيفت (Need for Speed: Shift)                           | إكس بوكس 360/بلاي ستيشن 3/وي/بلاي ستيشن 2/نينتندو دي إس/بلاي ستيشن بورتبل/ويندوز/آي فون/آي باد(2009) | |
| نيد فور سبيد: نيترو (Need for Speed: Nitro)                          | وي(2009)                                                                                             | |
| نيد فور سبيد: ورلد (Need for Speed: World)                           | فقط على الإنترنت(2010)                                                                               | تشبه الـ Most Wanted لكن على الإنترنت                                                                          |
| نيد فور سبيد: هوت برسوت (Need for Speed: Hot Pursuit)                | إكس بوكس 360/بلاي ستيشن 3/وي/بلاي ستيشن 2/نينتندو دي إس/بلاي ستيشن بورتبل/ويندوز/آي فون/آي باد(2010) | تختلف هذه النسخة عن سابقاتها بعدم إمكانية تعديل السيارات فيها، لكنها تتميز بدقة صورتها المذهلة وبراعة تصميمها. |
| شيفت 2 أنليشد (Shift 2 Unleashed)                                    | بلاي ستيشن 3 ، إكس بوكس 360 ، ويندوز ، آي أو إس (أبل) (مارس 2011)                                    | |
| نيد فور سبيد: ذا رن (Need for Speed: The Run)                        | بلاي ستيشن 3 ، إكس بوكس 360 ، ويندوز ، آي أو إس (أبل) ، وي (نوفمبر 2011)                             | |
| نيد فور سبيد: موست ونتد (2012) (Need for Speed: Most Wanted)         | بلاي ستيشن 3 ، إكس بوكس 360 ، ويندوز ، آي أو إس (أبل) ، وي يو (نوفمبر 2012)                          | |